# Ікона Матері Божої Неустанної Помочі
Образ Матері Божої Неустанної Помочі — всесвітньо відома чудотворна ікона Богородиці.
Оригінал датується XIV-тим століттям, ймовірно, походить з острова Крит (Критська школа). Ікона розміром 41,5×53 см написана на горіховому дереві. Після переміщення зі збереженням в 1867 році, папа Пій IX передав образ ордену редемптористів для римського храму Сант-Альфонсо, де відтоді прикрашає головний вівтар. Редемптористи зробили вирішальний внесок у поширення образу завдяки своїй місіонерській діяльності.

## Опис
Богоматір зображена на золотому фоні. На Ній червона нижня мантія та темно-синя блискуча верхня одежина із зіркою на фаті; оточена німбом. Грецькі скорочення «MP» та «ΘY» для слів «Мати» та «Бог» на обох сторонах ідентифікують Її як «Матір Божа» (Μήτηρ Θεού). На лівій руці Діва Марія тримає Немовля Ісуса, в одязі зеленого та золотистого кольору. Голова Дитини оточена німбом хреста, праворуч від якого знаходиться абревіатура «IC-XC», що позначає ім'я «Ісус Христос» (Ἰησοῦς Xριστός).
Дитина тримається лівою рукою Матері, а правою охоплює Її обома руками. Однак Ісус відвертає голову, чим спрямовує погляд на хрест, який несе архангел Гавриїл. Ніби від передчуття переляку навіть сандалі злетіли з ніг.
По обидва боки від голови Марії ширяють ангели, які несуть у своїх завуальованих руках знаряддя страждань Христа. Вони також позначені грецькими літерами, як архангели Михаїл та Гавриїл.

## Поширення
Образ Діви Марії малювався знову і знову в різних кольорах та розмірах і є одним із найпоширеніших зображень Богородиці. Відома копія була створена баварським редемптористом Максом Шмальцлем в 1872 році, як стельовий розпис у монастирській каплиці у Фільсбібурзі.
У Німеччині цей чудотворний образ став відомий завдяки Вільгельму Еммануїлу фон Кеттелеру, який, зокрема, привіз його з Першого Ватиканського собору в Римі і помістив як копію на своїй могилі в Майнці. Копії образу можна побачити в багатьох церквах кінця 19-го і початку 20-го століть, він був і залишається відбитком та використовується для домового шанування.
З 1882 року ця ікона Богоматері (фр. Notre-Dame du Perpétuel Secours) є покровителькою Гаїті. Взимку 1881/1882 року там лютувала віспа. Архієпископ Порт-о-Пренса Алексіс-Жан-Марі Гійу та парафіяльний священик місцевого собору Франсуа-Марі Керсузан встановили образ Богоматері Неустанної Помочі 5 лютого 1882 року. Число смертей скоротилося протягом короткого часу, і віруючі почали шукати чудотворний образ. Копії та гравюри ікони можна знайти в багатьох гаїтянських церквах. Його свято — день вшанування, запропонований Конференцією єпископів Гаїті, відзначається 27 червня.